# Strandvallen
Lo Strandvallen è uno stadio di calcio sito a Hällevik, località sul territorio del comune di Sölvesborg, in Svezia. È lo stadio di casa del Mjällby AIF.

## Storia
La sua inaugurazione avvenne nel 1953, in un'epoca in cui il Mjällby militava nelle serie minori.
Il record di spettatori dell'impianto risale al 13 aprile 1980, data in cui il Mjällby giocò la sua prima partita di sempre nel campionato di Allsvenskan perdendo 0-1 contro il Kalmar. In quell'occasione furono 8 438 gli spettatori che assistettero al match.
Lo Strandvallen fu a lungo uno dei pochi stadi della prima o seconda serie svedese a rimanere privo di illuminazione artificiale. Per un periodo poté beneficiare di una deroga, fintanto che, il 13 maggio 2008, in occasione della partita interna contro l'Örgryte valida per il campionato di Superettan, l'illuminazione artificiale venne finalmente inaugurata.
Per la stagione 2010 fu costruita una nuova tribuna sul lato corto nord con circa 1 000 nuovi posti a sedere, di cui un terzo coperti. Prima dell'inizio di quella stagione, la capacità venne tuttavia ridotta da 7 500 a 7 000 posti. Prima dell'inizio della stagione 2012, la tribuna sul lato corto nord fu ulteriormente ampliata con 580 nuovi posti a sedere. Tutto il lato corto nord, denominato "Extra-läktaren", è ora coperto.
La capienza attuale è di circa 6 000 spettatori.